# Tân Công Chí
Tân Công Chí là một xã thuộc huyện Tân Hồng, tỉnh Đồng Tháp, Việt Nam.

## Địa lý
Xã Tân Công Chí nằm ở phía tây nam huyện Tân Hồng, có vị trí địa lý:
- Phía đông giáp xã Tân Thành B và xã Tân Phước
- Phía nam giáp xã An Phước
- Phía tây giáp thành phố Hồng Ngự
- Phía bắc giáp thị trấn Sa Rài và xã Bình Phú.

Xã có diện tích 51,88 km², dân số năm 1999 là 7.028 người, mật độ dân số đạt 136 người/km².

## Lịch sử
Quyết định số 41-HĐBT ngày 22 tháng 04 năm 1989 của Hội đồng Bộ trưởng, chia tách xã Tân Công Chí thuộc huyện Tân Hồng:
1. Tách 600 hécta với 425 người cho xã Tân Phước
2. Tách 1.950 hécta với 5.365 người cho xã Tân Thành B
3. Tách 750 hécta với 675 người cho xã Tân Hộ Cơ
4. Tách 800 hécta với 860 người cho xã Bình Phú
5. Tách 700 hécta với 11.360 người để thành lập thị trấn Sa Rài
6. Đồng thời tiếp nhận lại 1.132 hécta diện tích tự nhiên với 1.100 người của huyện Hồng Ngự cũ
7. Sau khi điều chỉnh, xã Tân Công Chí có 5.670 hécta diện tích tự nhiên và 6.082 người.